# Охридська угода
Охридська угода (офіційна назва — Рамкова угода англ. Framework agreement) — документ, підписаний македонським урядом і албанськими політичними силами під тиском міжнародного співтовариства 13 серпня 2001.

## Ситуація
Охридська угода призвела до припинення вогню в конфлікті 2001 року.

## Переговори
Переговори вели політичні партії ВМРО-ДПМНЄ і СДСМ з македонської сторони і ДПА і ПДП з албанської сторони. Повстанці — члени Армії національного визволення — в переговорах офіційного участі не брали.
Угоду підписав президент Македонії Борис Трайковський.

## Принципи
- неприпустимість використання насильства в політичних цілях;
- збереження суверенітету, територіальної цілісності і унітарного характеру держави;
- неможливість територіальних рішень етнічних протиріч;
- відображення поліетнічності Македонії у суспільному житті;
- демократичний курс держави;
- міжнародні стандарти прав людини;
- розвиток місцевого самоврядування.